# Down the Road I Go
Down the Road I Go è il settimo album in studio del cantante statunitense Travis Tritt, pubblicato il 3 ottobre 2000 dalla Sony Music Nashville.

## Tracce
1. Down the Road I Go – 3:26 (Travis Tritt, Dennis Robbins, Bob DiPiero)
2. Livin' on Borrowed Time – 3:03 (Travis Tritt, Dennis Robbins, Bob DiPiero)
3. Best of Intentions – 4:17 (Travis Tritt)
4. It's a Great Day to Be Alive – 4:01 (Darrell Scott)
5. Love of a Woman – 3:38 (Kevin Brandt)
6. Never Get Away from Me (For Waylon and Jessi) – 3:54 (Travis Tritt, Dennis Robbins, Bob DiPiero)
7. Modern Day Bonnie and Clyde – 4:44 (Walt Aldridge, James LeBlanc)
8. I Wish I Was Wrong – 3:56 (Monte Warden, Tommy Conners)
9. If The Fall Don't Kill You – 3:37 (Travis Tritt, Charlie Daniels)
10. Just Too Tired to Fight It – 4:01 (Travis Tritt, Stewart Harris)
11. Southbound Train – 4:00 (Travis Tritt, Charlie Daniels)

## Successo commerciale
Down the Road I Go ha esordito al 51º posto della Billboard 200 con 28 000 copie vendute. L'album è rimasto 88 settimane in classifica ed è certificato disco di platino.

## Classifiche

### Classifiche settimanali
| Classifica (2000) | Posizione massima |
| ----------------- | ----------------- |
| Stati Uniti       | 51                |

### Classifiche di fine anno
| Classifica (2001) | Posizione |
| ----------------- | --------- |
| Stati Uniti       | 141       |